# Залізниця Белград — Бар

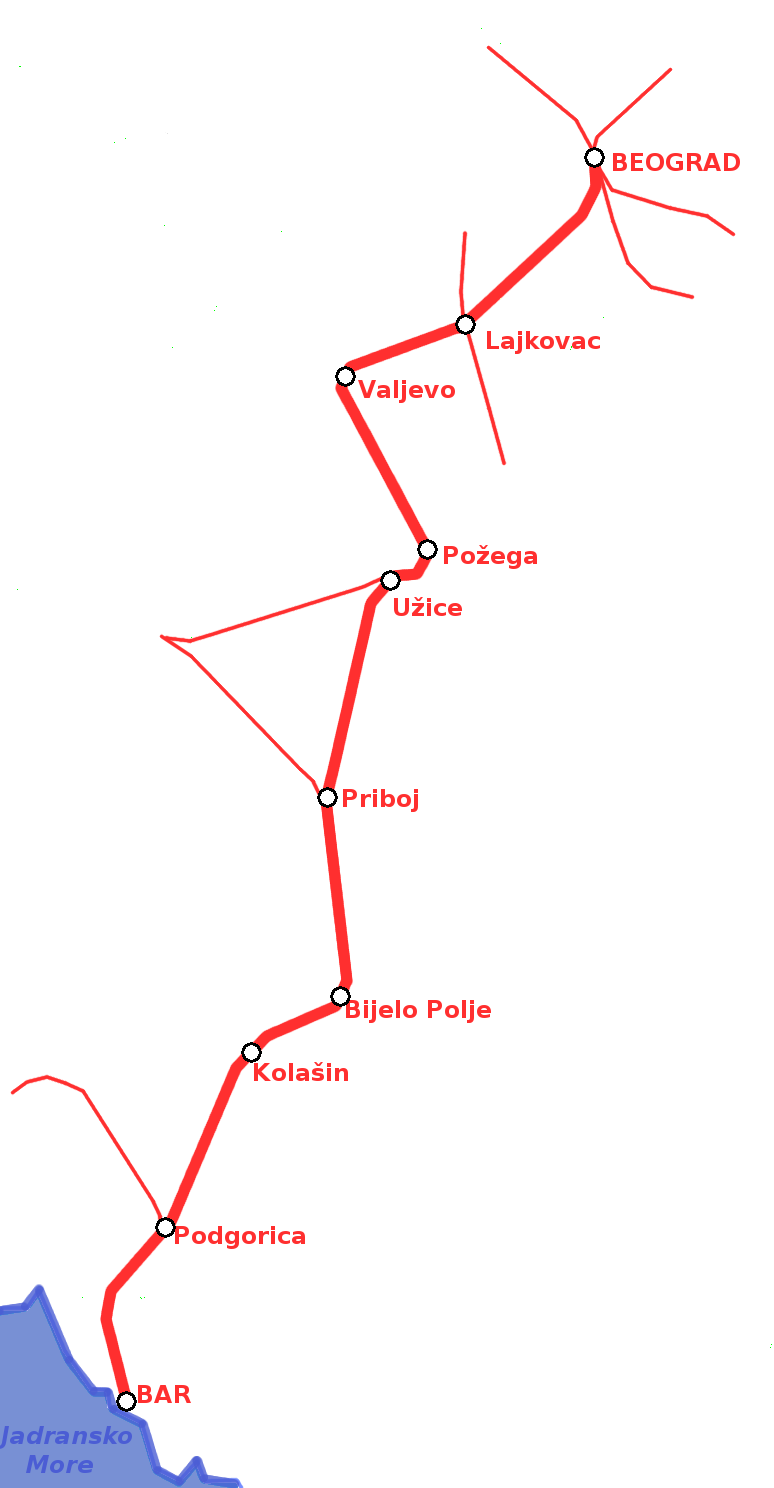
Схема залізниці

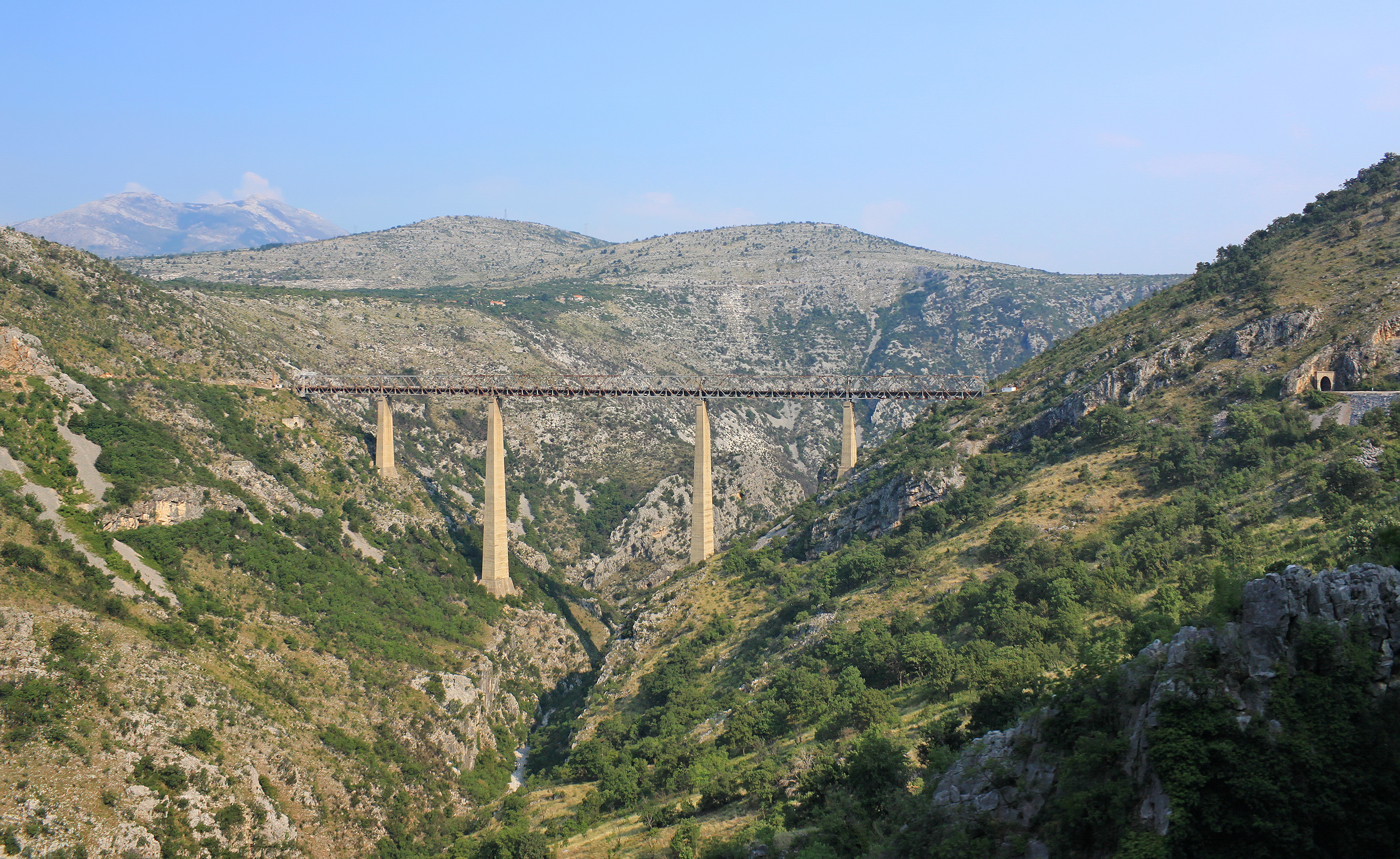
Віадук Мала Рієка

Залізниця Белград—Бар — залізниця, що з'єднує сербську столицю Белград з містом Бар, великим морським портом у Чорногорії.

## Опис
Залізниця Белград—Бар має стандартну ширину колії, завдовжки 476 км. З них 301 км залізниці прямує Сербією і 175 км Чорногорією. Повністю електрифікована (25 кВ, 50 Гц змінного струму). На шляху має 254 тунелі загальною довжиною 114 435 м та 435 мости (загальна довжина 14 593 м). Найдовші тунелі — Созіна — 6.17 км та Златибор — 6.139 км (4 мили). Найбільший і найвідоміший міст — віадук Мала Рієка, завдовжки 498 м (1634 фута) та кліренсом 198 м.
Найвища точка залізниці — 1,032 м над рівнем моря, у місті Колашин. Залізниця знижується до 40 м над р.м. у Подгориці на порівняно короткій відстані, таким чином градієнт на цій ділянці 25 ‰.
Невелика ділянка залізниці 9 км проходить тереном Боснії та Герцеговини, біля міста Штрпчі, але поїзди там не зупиняються.
За часів СФРЮ час поїздки становив сім годин, на 2010-ті через кепський стан колії — 11 годин.

## Станції

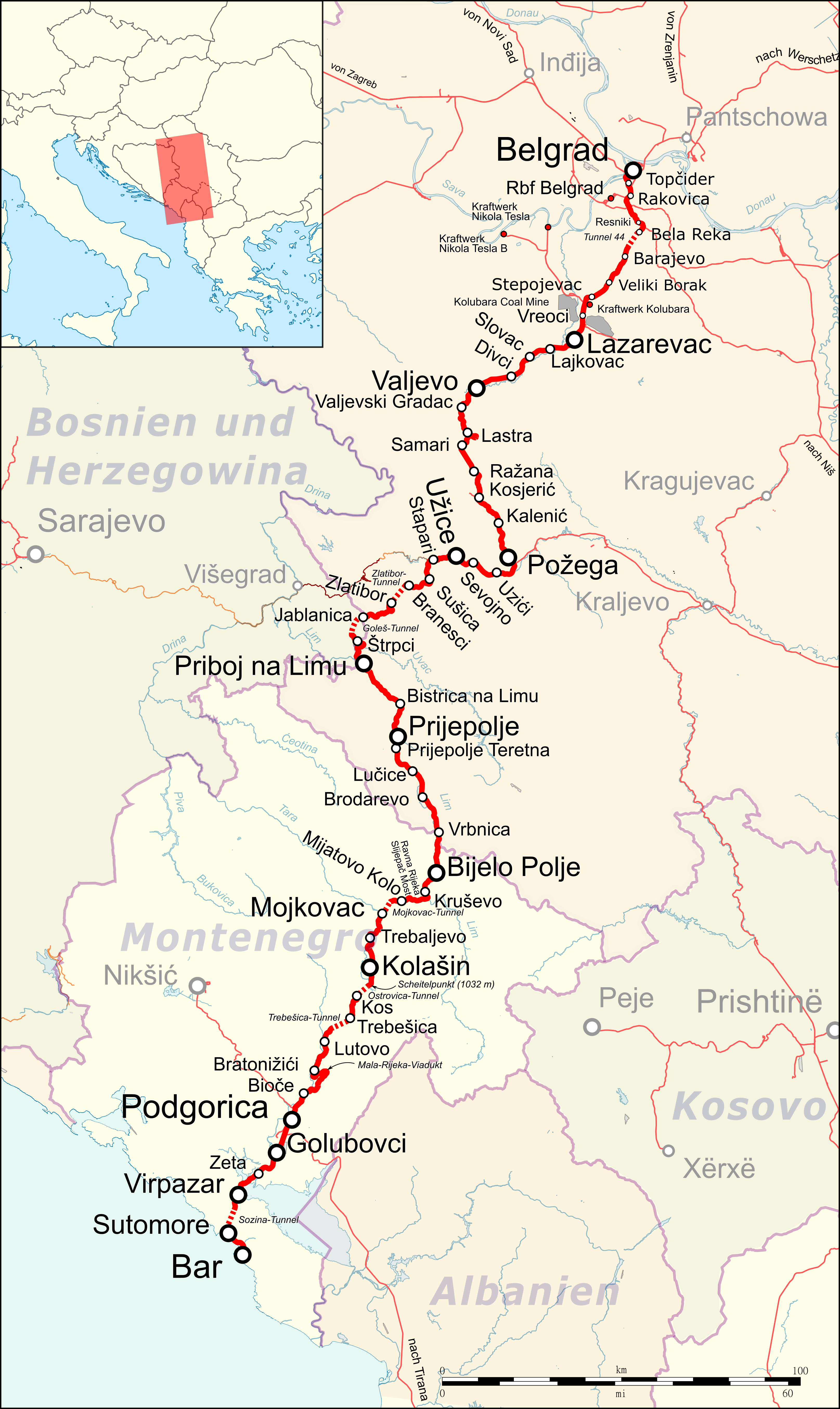
Географічна мапа залізниці

Докладніше: Залізничні станції Чорногорії

## Історія
Рішення про будівництво залізниці між Белградом та Баром було прийнято в 1952 році як національний проект СФРЮ. Проте фінансування проекту було передано союзним республікам СР Сербії та СР Чорногорії.
Здача до експлуатації залізниці відбувалось наступними чергами:
- Ресник — Вреоці в 1958
- Подгориця — Бар в 1959
- Вреоці — Валево в 1968
- Валево — Ужиці в 1972
- Ужице — Подгориця в 1976

Будівельні роботи було завершено 27 листопада 1975 року, золотий костиль було забито на південь від Колашин. Залізниця була відкрита 28 травня 1976 року. Електрифікація була завершена наприкінці 1977 року.
У 1990-і залізниця Белград-Бар зазнала хронічного недофінансування протягом 90-х років, що призвело до погіршення стану залізниці та стало причиною залізничної катастрофи у Бір'є, загинуло 47 пасажирів.
В 1999 залізниця зазнала руйнацію через бомбардування літаками НАТО.
У 2016 р. Сербія розпочала реконструкцію залізниці на своїй території, маючи на меті, щоб лінія могла підтримувати максимальну швидкість 120 км/год, як це передбачено в оригінальному проекті

## Галерея

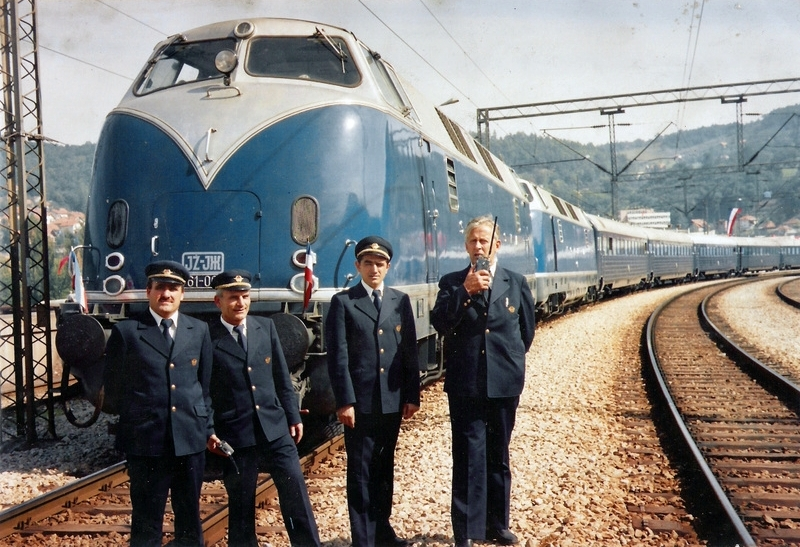
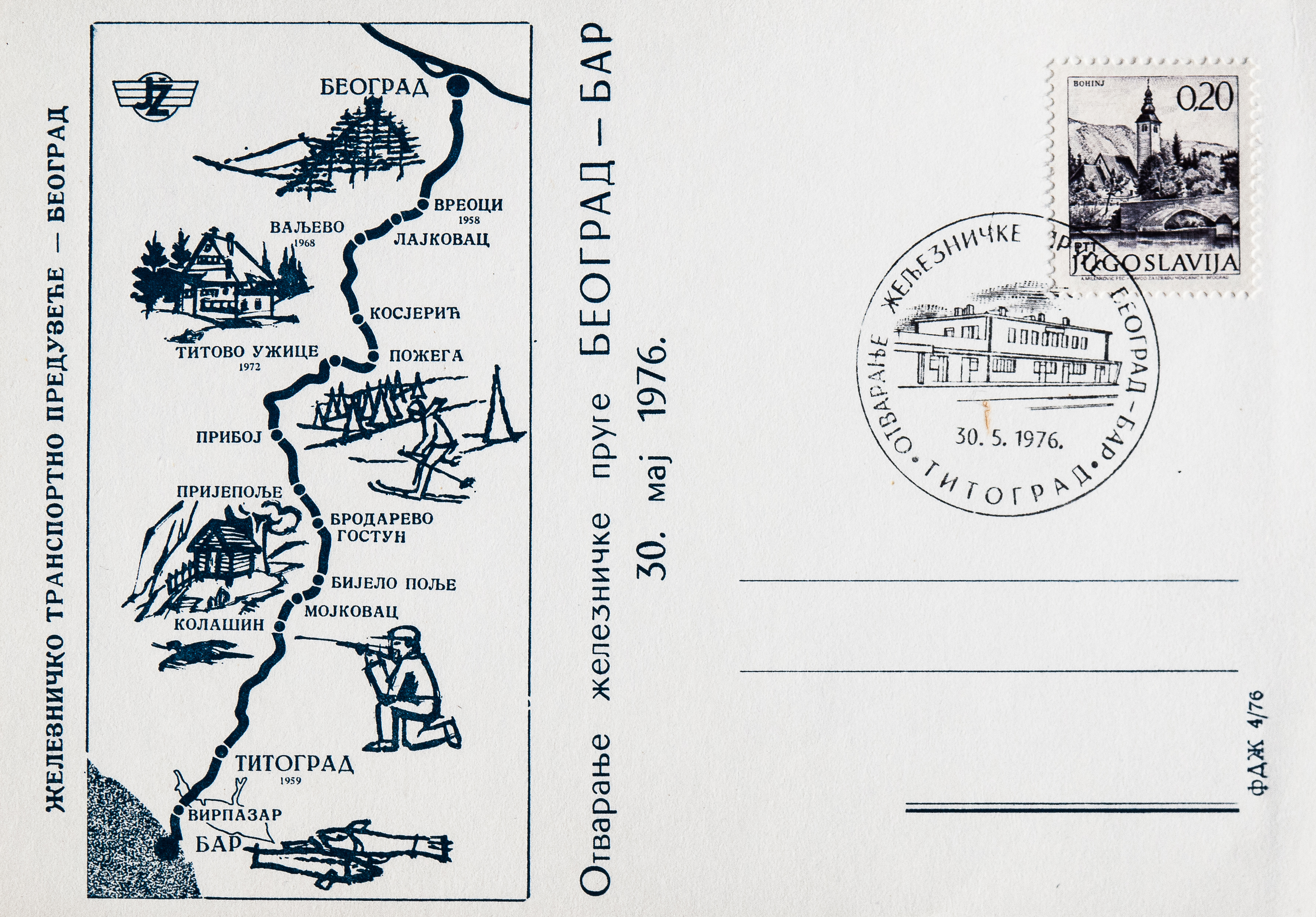
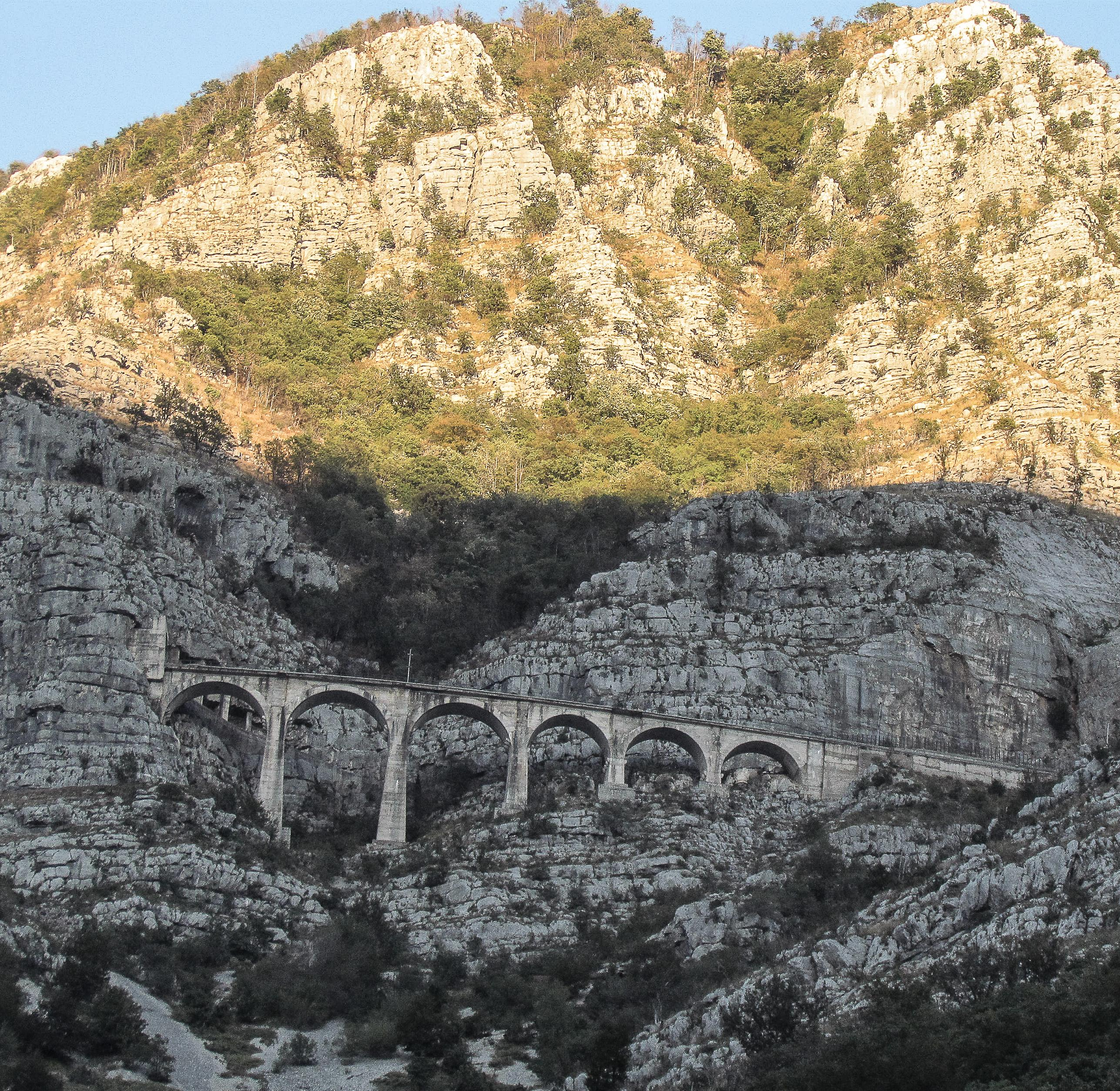
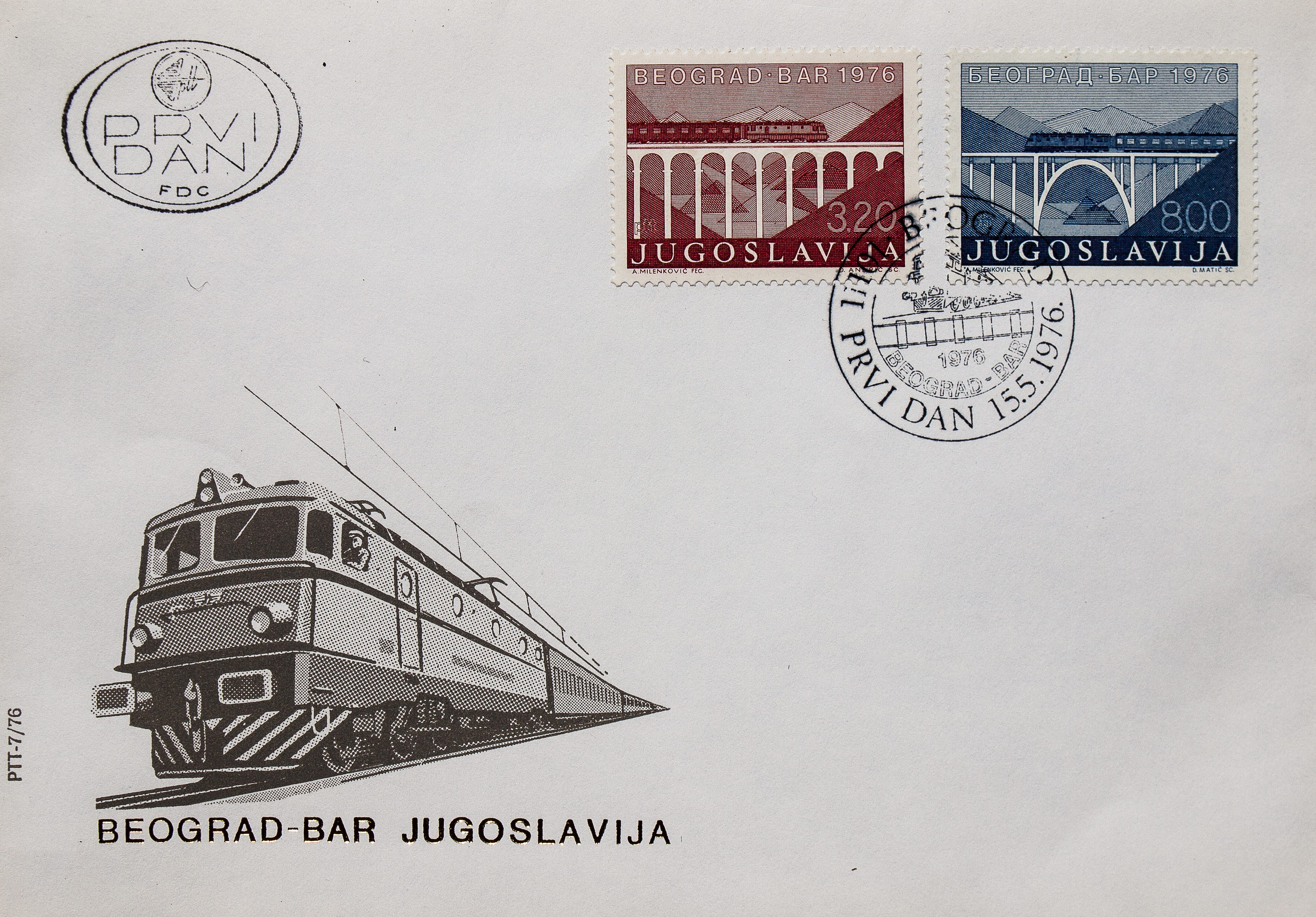
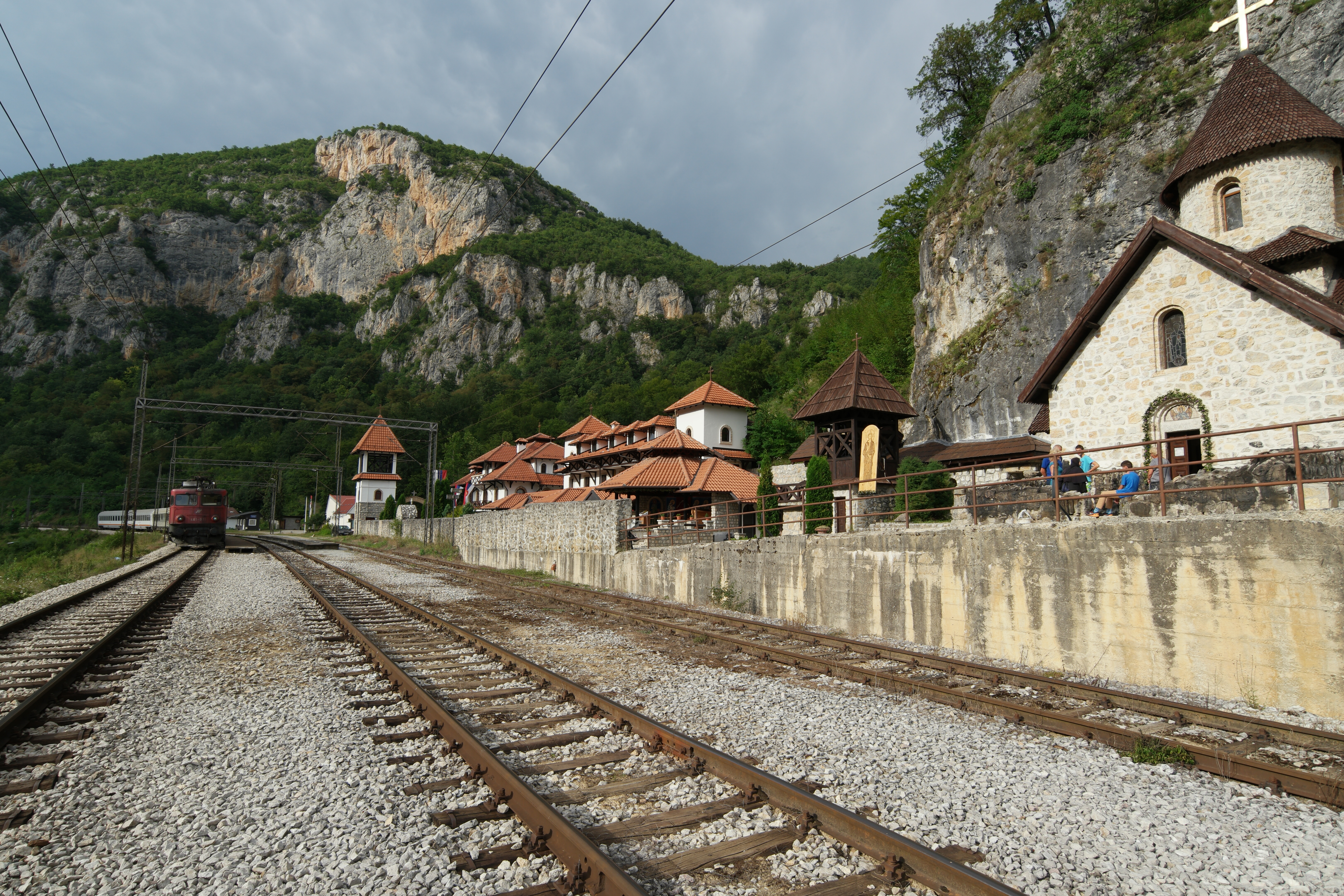